# Bilyanovtsé
Bilyanovtsé ou Biljanovce (en macédonien Биљановце) est un village du nord de la Macédoine du Nord, situé dans la municipalité de Koumanovo. Le village comptait 1231 habitants en 2002. Il se trouve à 3 km de la ville de Koumanovo.

## Démographie
Lors du recensement de 2002, le village comptait :
- Macédoniens : 1 195
- Serbes : 32
- Autres : 4